# 東部レイク州
東部レイク州(とうぶレイクしゅう、英語：Eastern Lakes State)は、南スーダン北西部のバハル・アル・ガザール地方南東部にかつて存在した州。2015年成立、2020年廃止。
2014年の人口は33万5130人。
州都はイロル。

## 隣接州
- 北：南部リエチュ州
- 東：ジョングレイ州
- 南東：テレケカ州
- 南西：アマディ州
- 西：西部レイク州

## 行政区画
11郡から成る。
- 北アウェリアル郡
- 南アウェリアル郡
- アディオー郡
- アバング郡
- アルアクルアク郡
- イロル郡
- 北イロル郡
- マドゥバー郡
- マレク郡
- ロウ郡
- ンゴプ郡